# Sabała-Hütte
Die Sabała-Hütte (poln. Chara Sabały, Chałupa Sabały oder Sabałówka) wurde im 18. Jahrhundert in Zakopane von den Vorfahren von Sabała im Stadtteil Krzeptówki im schlesisch-zipser Stil erbaut. Sie gilt als eines der ältesten erhaltenen Gebäude in Zakopane. Sabała wurde 1809 in der Hütte geboren und wohnte zeitlebens in dem Gebäude. In den Jahren 1979 bis 1984 befand sich im Gebäude eine Ausstellung des Tatra-Museums.
Das Gebäude ist denkmalgeschützt und Teil des kleinpolnischen Holzarchitekturwegs.